# الصندوق الاجتماعي للتنمية (اليمن)
الصندوق الاجتماعي للتنمية (اليمن) أنشئ الصندوق الاجتماعي للتنمية بموجب القانون رقم 10 لعام1997 للمساهمة في تحقيق وتنسيق برامجه مع أهداف خطة الدولة الاجتماعية والاقتصادية والحد من الفقر. وقد نفذ ثلاث مراحل من عملياته، وبدأ مرحلته الرابعة في بداية عام 2011. يقدم الصندوق فرصاً تنموية من خلال تحسين فرص الوصول على الخدمات الأساسية وزيادة الفرص الاقتصادية والحد من ضعف الفقراء، فضلا عن بناء القدرات على الصعيدين الوطني بما في ذلك سلطات الحكم المحلي والأطر المجتمعية. وللوصول إلى هذه الأهداف، يطبق الصندوق الاجتماعي أفضل الممارسات الدولية والمحلية والسياسات والنُهُج المجرَبة لمشاركة خبراته مع جميع الأطراف الأخرى في التنمية.

## برامج الصندوق
للصندوق الاجتماعي للتنمية أربعة برامج رئيسة هي:

### برنامج التنمية المحلية وتنمية المجتمع
- تحسين الوصول إلى الخدمات الأساسية مثل التعليم، المياه، الصحة، الطرقات الريفية للمناطق الأكثر احتياجا لها وبما يسهم في تنفيذ خطط الحكومة للتخفيف من الفقر الاستراتيجيات الوطنية القطاعية المختلفة التركيز على تمكين المجتمعات من تحديد مواردها المتاحة وأولويات احتياجاتها وتخطيط وتنفيذ مبادراتها كجزء هام من معالجة هذه الاحتياجات بشكل مستمر.[2]
- تبسيط وتسهيل حشد مساهمة المستفيدين تجاه كلفة المشاريع، مع التركيز على التجديد والاستفادة المثلى من الموارد المحلية المتاحة وتحاشي أي ضغوط على هذه الموارد.
- الاستمرار في دعم وتفعيل التنمية المحلية في إطار الإستراتيجية الوطنية للحكم المحلي، عبر بناء القدرات الفنية والتنفيذية لعدد من السلطات بما يؤهلها من المشاركة أو تنفيذ المشاريع يقوم الصندوق بتمويلها مع تصميم المؤشرات الضرورية التي سيتم بموجبها قياس أدائها وتقييم قدرتها على إدارة الموارد.

### برنامج بناء القدرات
- تنفيذ مشروعات لتطوير قدرات الشركاء في المجالات ذات الصلة بأنشطة الصندوق.
- تطوير القدرات في مجال المشاركة المجتمعية من خلال تطوير وإعداد برامج وأدلة تدريبه وتدريب مدربين/ات على المنهجية.
- نقل خبرات تنفيذ برنامج التمكين من أجل التنمية لمحافظات ومديريات تختار عبر شروط ومعايير عمل يتفق حولها مع المحليات.
- تطوير مشاريع تحفز العمل التطوعي في أوساط الشباب، وتنمي المهارات الذاتية لهم وتوجيههم نحو برامج تنموية هادفة.

### برنامج تنمية المنشآت الصغيرة والأصغر
الأنشطة والخدمات التي تقدمها الوحدة:
أولاً الخدمات المالية:
تقدم الوحدة أيضاً خدمات مالية لمؤسسات وبرامج التمويل الأصغر وتختلف هذه الخدمة باختلاف احتياجات المؤسسة أو البرنامج.
- المنح: وهي منح مؤقتة تتناقص تدريجياً وتمنح في السنوات الأولى من دورة حياة البرنامج / المؤسسة وذلك ليتمكن البرنامج / المؤسسة من تحقيق الاعتماد على الذات تشغيلياً وتحقيقا لاكتفاء المالي والوصول إلى الاستدامة، وعادة ما تكون تلك المنح لمواجهة نفقات كبيرة قد لا تتحملها برامج ومؤسسات التمويل الأصغر في مراحل نموها الأولى.
- القروض: تقوم الوحدة بإعطاء قروض طويلة الأجل لمؤسسات وبرامج التمويل الصغير والأصغر وذلك لتغطية احتياجاتها لتمويل محفظة القروض لديها. ويتم إعطاء هذه القروض على حسب الآليات والشروط المتفق عليها بين الصندوق والجهة الكفيلة على أن تظل في اطار سياسات الصندوق الاجتماعي للتنمية.
- الدعم الفني: الغرض هو تقديم الدعم الفني للمؤسسة أو البرنامج لمزيد من التوسع والانتشار اوتحسين تقديم الخدمات ويجب أن تكون ضمن خطة أعمال المؤسسة.

ثانياً: الخدمات غير المالية:
تقدم هذه الخدمات عن طريق وكالة تنمية المنشآت الصغيرة والأصغر حيث قام الصندوق بإنشاء هذه الوكالة لتسهيل تقديم الخدمات غير المالية لأصحاب المنشآت الصغيرة والأصغر مثل خدمات تحليل سلسلة القيمة المضافة وتوفير المواد التدريبية والتدريب لأصحاب المنشآت الصغيرة التي تساعدهم في تطوير وتوسيع أعمالهم ومساعدتهم في تطوير منتجاتهم وتحسينها وإيجاد سوق خارجية لها وغيرها من الخدمات. ودور الوحدة يكمن في تقديم الدعم المالي والاستشارات للوكالة، ومراجعة أعمالها، وذلك حتى تستطيع توفير خدماتها بصورة فعالة والوصول إلى أكبر قدر ممكن من أصحاب المنشآت وبالتالي المساهمة في تنمية هذا القطاع.

### برنامج الأشغال كثيفة العمالة (النقد مقابل العمل)
- استهداف الأسر الفقيرة خلال ركود المواسم الزراعية أو عند تعرضها للصدمات غير المتوقعة. مع التركيز على تبسيط آلية الاستهداف والتنفيذ لتوسيع حجم البرنامج
- التركيز على تنفيذ مشاريع أشغال كثيفة العمالة في حصاد مياه الأمطار وإعادة تأهيل المدرجات الزراعية، واستصلاح الأراضي الزراعية وصيانة وتحسين الطرق الريفية الواصلة إلى القرى، وتحسين مياه الشرب وإدارة مستجمعات المياه وغيرها من المجالات ذات الأولوية، طبقًا لاحتياجات كل مجتمع محلي؛ وبما يمكن تلك المجتمعات من زيادة الأصول الإنتاجية ورفع قدراتها على مواجهة الصدمات في المستقبل.
- الاستمرار مع المناطق الأكثر فقراً لمدد تصل لـ 3 سنوات لإحداث أثر أطول مدى.
- الاستمرار وتطوير النسخة الحضرية من هذا البرنامج والتركيز على جيوب الفقر في الحضر.

## السياسات
ساهمَ الصندوقُ الاجتماعي للتنمية طوال السنوات الماضية في تطوير وترسيخ معايير تمويل المشاريع وتطوير المنهجية التالية للعمل التنموي، مبنية على أفضل الممارسات المعمول بها عالميا، والتي أثمرت عن نقلة متميزة نوعياً وكمياً في تطوير وتنفيذ مشروعات الصندوق وبرامجه
وبفضل الآليات والسياسات المتقدمة التي انتهجها في عملياته، تَمَكَنَ الصندوقُ من الحصول على عدد من الجوائز العالمية، ونيل ثقة وتقدير الممولين وبعثات التقييم التي أصبحت ترى أنه يشكل نموذجاً إيضاحياً للتعلـُم منه في جهود الإصلاح الإداري، وبيئة مؤسسية ملائمة لزيادة الطاقة الاستيعابية للتمويل التنموي الخارجي المقدَم لليمن.
وكان من أبرز تلك السياسات والنُهُج الآتي:
توسيع الشراكة في التنمية:
يحرصُ الصندوقُ على تعزيز وتوسيع علاقات الشراكة وتنسيق الجهود مع الجهات الحكومية ومنظمات المجتمع المدني والمؤسسات الدولية. ويلعبُ الصندوقُ دوراً رئيساً في دعم اللامركزية، ودعم السلطات والمجالس المحلية والمنظمات غير الحكومية التي تُعتبَرُ شريكاً أساسياً للصندوق في تنفيذ المشروعات والاستفادة منها.
تطوير برامج خاصة:
يقومُ الصندوقُ بتطوير برامجَ خاصةٍ لاستهداف ظواهر الفقر والاحتياج الشديد مثل تدني معدلات الالتحاق بالتعليم الأساسي من خلال برنامج تعليم الفتاة الريفية وشحة المياة ونقص الكوادر الصحية في المناطق الريفية بالإضافة إلى برامج أخرى مثل كذا التدخل المتكامل في التجمعات الأكثر فقراً، وبرامج التمويل للمنشآت الصغيرة والأصغر، وبرنامج الأشغال كثيفة العمالة وبرنامج التمكين من أجل التنمية.
اللامركزية:
يمنحُ الصندوقُ فروعه الثمانية، التي تغطي مختلف محافظات الجمهورية، صلاحياتٍ متعددةً في تطوير خطط التنمية واتخاذ القرارات وتنفيذ المشاريع، ويفتحُ فُرَصَ التنافس فيما بينها لتحقيق التميز في الإنجاز... بينما يقتصرُ دورُ المركز الرئيسي على التخطيط الإستراتيجي والمراقبة وحشد الموارد والتنسيق مع الممولين.
المراجعة والتقييم والتطوير المستمر:
تتنوع طرق ومستويات التقييم لتدخلات الصندوق بصفة مستمرة بإتباع أفضل الممارسات.. مع التركيز على النتائج وأثر التدخلات. ويستخدمُ الصندوقُ بياناتٍ من مصادرَ مختلفةٍ من خلال نظام المعلومات الإدارية الخاص بالصندوق والدراسات الميدانية على مستوى المشروع والأُسَر المُستهدَفَة. وَتُستخدَمُ نتائجُ المراجعة والتقييم في تطوير السياسات والتدخلات، وابتكار الحلول الفنية الملائمة.
الشفافية وكفاءة التكلفة:
يقدِمُ الصندوقُ نموذجاً لمؤسسة حكومية تُدار بأنظمة إدارية ومالية كفؤة، وبشفافية عالية في الإجراءات المُتَبَعَة في تنفيذ المشاريع المختلفة، وذلك من خلال الإجراءات المُعلَنَة والواضحة في التعامُل مع الطلبات والاحتياجات والاستجابة لها، واتخاذ القرارات بشفافية قبل وأثناء التنفيذ، وتوزيع واستخدام المخصصات المالية.. ويتمتَعُ الصندوقُ بكلفة إدارية متدنِية تقل كثيراً عن الكلفة الإدارية في بعض الصناديق الاجتماعية المشابهة في البلدان الأخرى، حيث تصل المصاريف الإدارية إلى أقل من 5% من إجمالي الموارد التي يحصل عليها الصندوق.
تقديم الخدمات وتحقيق النتائج:
يُعتَبَرُ التركيزُ على تقديم الخدمات، وعلى النتائج التي تحققها تدخلاتُ الصندوق، من العوامل التي أكسبت الصندوقَ سمعة طيبة، ومنحته ثقة المجتمعات المحلية. فقد حققت تدخلاتُ الصندوق أثراً في تحسين مستويات المعيشة.. فعلى سبيل المثال، أظهرَ تقييمُ الأثر المستقلُ أنه خلال الأعوام 2003–2006 زادَ عددُ الطلاب الملتحقين بالمدارس التي أنشأها الصندوق بنسبة 122% للبنات و91% للبنين في المناطق الريفية. وساهمت الطرقُ الريفية في خفض زمن الوصول إلى الخدمات والأسواق إلى النصف. كما ضاعفت برامجُ التمويل الأصغر عددَ عملائها النشطين من حوالي 3,282 إلى 25,588 عميلاً نشطاً، منهم 86% من النساء. وأفادت 84% من الأُسَر المستفيدة بأنَ وضعها تحسَنَ بعد الحصول على خدمات التمويل الأصغر.

## معايير تمويل المشاريع

### الاستهداف
يتمُ توجيه الموارد والمخصصات إلى أكثر التجمعات والفئات الاجتماعية فقراً واحتياجاً للخدمات من خلال المشاريع والتدخلات المختلفة لإحداث الأثر في تحسين حياتها ومعيشتها. وقد أظهرت دراسة 2006 لتقييم الأثر أنَ «استهداف الصندوق الاجتماعي اليمني للفئات الفقيرة هو الأفضل من بين كل الصناديق الاجتماعية في العالم التي طُبِقت عليها تحليلاتٌ مشابهة»، وأنَ 73% من هذه المخصصات ذهبت إلى «العُشيرات» الثلاث الأكثر فقراً، بينما 3% فقط ذهبت إلى «العُشير» الأفضل حالاً نسبياً.

### الاستدامة
لضمان استدامة المشاريع، يحرصُ الصندوقُ على أن تلبِي المشاريعُ التي ينفِذها احتياجاتٍ فعليةً للمجتمعات المحلية، ووضع الترتيبات الكفيلة لتشغيلها وصيانتها عبر بناءُ القدرات المحلية والتنسيقُ مع الجهات الحكومية المعنية.

### التنمية الملبية للاحتياج
ينتهجُ الصندوقُ سياسة الاستجابة للطلب، كما يروِجُ لأنشطته بين المجتمعات المستهدَفة لتحفيزها على تقديم طلبات بالخدمات التي تمثل أولوية بالنسبة لها وقد أظهرَ تقييمُ الأثر لعام 2006 بأنَ 95% من المشاريع المموَلة من قِبَل الصندوق كانت تمثل أولوية عالية لدى المستفيدين.

### مشاركة المجتمع
يسعَى الصندوقُ إلى إحياءِ روح المبادرة المتوارَثة لدى اليمنيين منذ القِدَم للاعتماد على الذات، عن طريق تعزيز مبدأ مشاركة المجتمع في تنفيذ المشروعات عبر اتِباع منهجيات توفِرُ فُرَصَ المشاركة المجتمعية للذكور والإناث على حَدٍ سواء، بدءاً بتحديد الاحتياج ومروراً بالتنفيذ وانتهاءً بالتشغيل والصيانة. وَيُعَزِزُ الصندوقُ الممارسات الديمقراطية من خلال دفع المجتمع لتنظيم نفسه، وانتخاب أعضاء اللجان التنموية التي تمثله.

### مشاركة المرأة
ينفِذُ الصندوقُ استراتيجيته الخاصة بالنوع الاجتماعي لزيادة فاعلية تدخلات الصندوق للتخفيف من الفقر للجنسين على حدٍ سواء، ولضمان مشاركة فاعلة للمرأة في اتخاذ القرار، ولاستفادة جميع أفراد المجتمع المحلي من التدخلات التنموية التي ينفذها الصندوق. وَتُشَكِلُ النساءُ حوالي النصف من إجمالي عدد المستفيدين من تدخُلات الصندوق، الأمر الذي يمثل دليلاً واضحاً على قدرة الصندوق على إغلاق فجوة التنمية بين الذكور والإناث.

## أعضاء مجلس الإدارة
- رئيس مجلس الإدارة: محمد باسندوه - رئيس الوزراء
- نائب رئيس مجلس الإدارة: د. أمة الرزاق حمد - وزير الشئون الاجتماعية والعمل
- د. محمد سعيد السعدي - وزير التخطيط والتعاون الدولي
- الأستاذ صخر الوجيه - وزير المالية
- الأستاذ محمد اليزيدي - وزير الإدارة المحلية
- د. عبد الرزاق الأشول - وزير التربية والتعليم
- د. عبد الحافظ نعمان - وزير التعليم الفني والتدريب المهني
- د. أبو بكر القربي - عن المنظمات غير الحكومية
- د. طارق سنان أبو لحوم - عن المنظمات غير الحكومية
- عبد الرحمن ذيبان - من ذوي الخبرة
- محمد حسن الزبيري - عن القطاع الخاص
- عبد الله سالم الرماح - عن القطاع الخاص
- أحمد دعميم - عن القطاع المصرفي

## القطاعات
وتقوم عمليات الصندوق الاجتماعي للتنمية من خلال العديد من القطاعات مثل:
التعليم والمياه والزراعة والتدريب والدعم التنظيمي والصحة والموروث الثقافي وتنمية المنشآت الصغيرة والأصغر والبيئة والفئات ذات الاحتياجات الخاصة والتدخلات المتكاملة والطرق الريفية والنقد مقابل العمل.
كما تكون وحدات الصندوق هي المسؤولة عن وضع السياسات وتوفير الدعم لفروع الصندوق التسعة التي تغطي جميع محافظات الجمهورية ورصد التقدم المحرز في كل القطاعات والفروع.

## وصلات خارجية
- الموقع الرسمي للصندوق